# Виллаваллелонга
Виллаваллелонга (итал. Villavallelonga) — коммуна в Италии, расположена в области Абруццо, подчиняется административному центру Л’Акуила.
Население составляет 961 человек (на 2005 г.), плотность населения составляет 13,11 чел./км². Занимает площадь 73,28 км². Почтовый индекс — 67050. Телефонный код — 0863.
Покровителем населённого пункта считается святой Леуций. Праздник ежегодно празднуется 2 сентября.

## Известные уроженцы и жители
- Тантало, Гаэтано — праведник мира.